# Сабитов, Рашит Махмутович
Рашит Махмутович Сабитов, также известный как Рашит Сабит (27 марта 1937, Янгискаин, Башкирская АССР — 26 февраля 2023, Башкортостан, Россия) — советский писатель, отличник печати СССР (1987), член Союза писателей (1984).

## Биография
Родился 27 марта 1937 года в крестьянской семье, в одном из живописнейших уголков Башкортостана — деревне Янгискаин Гафурийского района. Это одно из старейших поселений татар-тептяр, существующее с 30-х годов XVIII века, расположенное на живописных берегах реки Зиган.
Среднюю школу окончил в родной деревне. В 1957—1960 годы будущий писатель служил на Черноморском флоте. Затем в Узбекистане работал помощником бурильщика в геологической экспедиции недалеко от Бухары.
В 1961 году Рашит Сабитов поступил на филологический факультет Башкирского государственного университета. После успешного окончания университета несколько лет работал сельским учителем в одной из сельских школ Кармаскалинского района, в сельской школе преподавал литературу. С 1968 года стал литературным сотрудником республиканской газеты «Кызыл тан». И с тех пор работал в республиканской печати и литературе.
С 1975 года работал в редакции журнала «Пионер» заведующим отделом литературы и искусства.
В 1979—1988 годы Сабитов был старшим редактором Башкнигоиздата.
Вновь работал в редакции газеты «Кызыл тан», затем являлся заместителем главного редактора газеты «Заман-Башкортостан».
С 1997 года назначен ответственным секретарем журнала «Тамаша».
Долгие годы возглавлял секцию татарских писателей при Союзе писателей Башкортостана. До 2011 года работал литературным консультантом писательской организации.
Рашит Махмутович Сабитов скончался 26 февраля 2023 года.

## Творчество
В большую литературу Рашит Сабитов пришёл в 1960-е годы. Печатался и под псевдонимом Рашит Сабит. Его первая книга стихов «Йәшлегем йөҙө» («Лицо моей юности») вышла в 1980 году. Автор сборников, рассказов и повестей «Ыласындар бейек оса» (1981; «Соколы летают высоко»), «Ҡыйғаҡ‑ҡыйғаҡ ҡаҙ ҡысҡыра» (1985; «Гусиный крик»), «Һүнгән йондоҙ яҡтыһы» (1988; «Свет угасшей звезды»), книги для детей «Һаумы, мәктәп!» (1983; «Здравствуй, школа!»), «Мин нефтсе булам» («Я буду нефтяником» (1987) и другие.
Произведения Рашита Сабитова переведены на русский, украинский, казахские языки. Перевёл на башкирский язык произведения Д. Бедного, К. В. Иванова, М. Д. Львова и др.
На стихи Рашита Сабитова композиторами Х. Ф. Ахметовым, Н. Г. Сабитовым, Д. Д. Хасаншиным написаны песни.